# Theater auf der Wieden
Le Freihaustheater, Theater auf der Wieden ou encore Wiedner Schikaneder Theater a été de 1787 à 1801 un théâtre dans le complexe de Freihaus à Wieden (Autriche) qui appartenait à la famille aristocratique Starhemberg. Sa popularité est due, probablement, à la première représentation de La Flûte enchantée de Wolfgang Amadeus Mozart le 30 septembre 1791, un opéra qui a été représenté dans cette maison 223 fois.